# 毛澤東崇拜

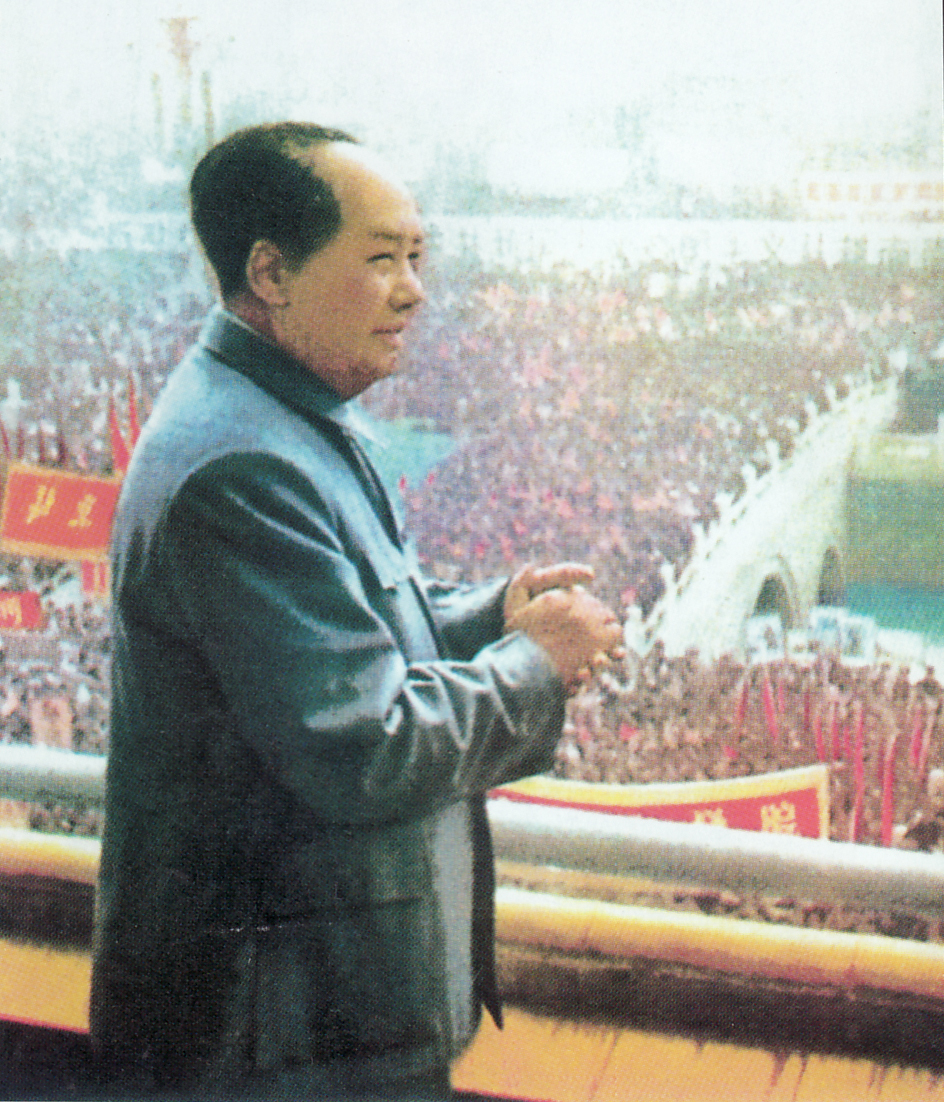
毛澤東面對人民群眾的相片，來自《毛主席语录》（又称紅寶書）

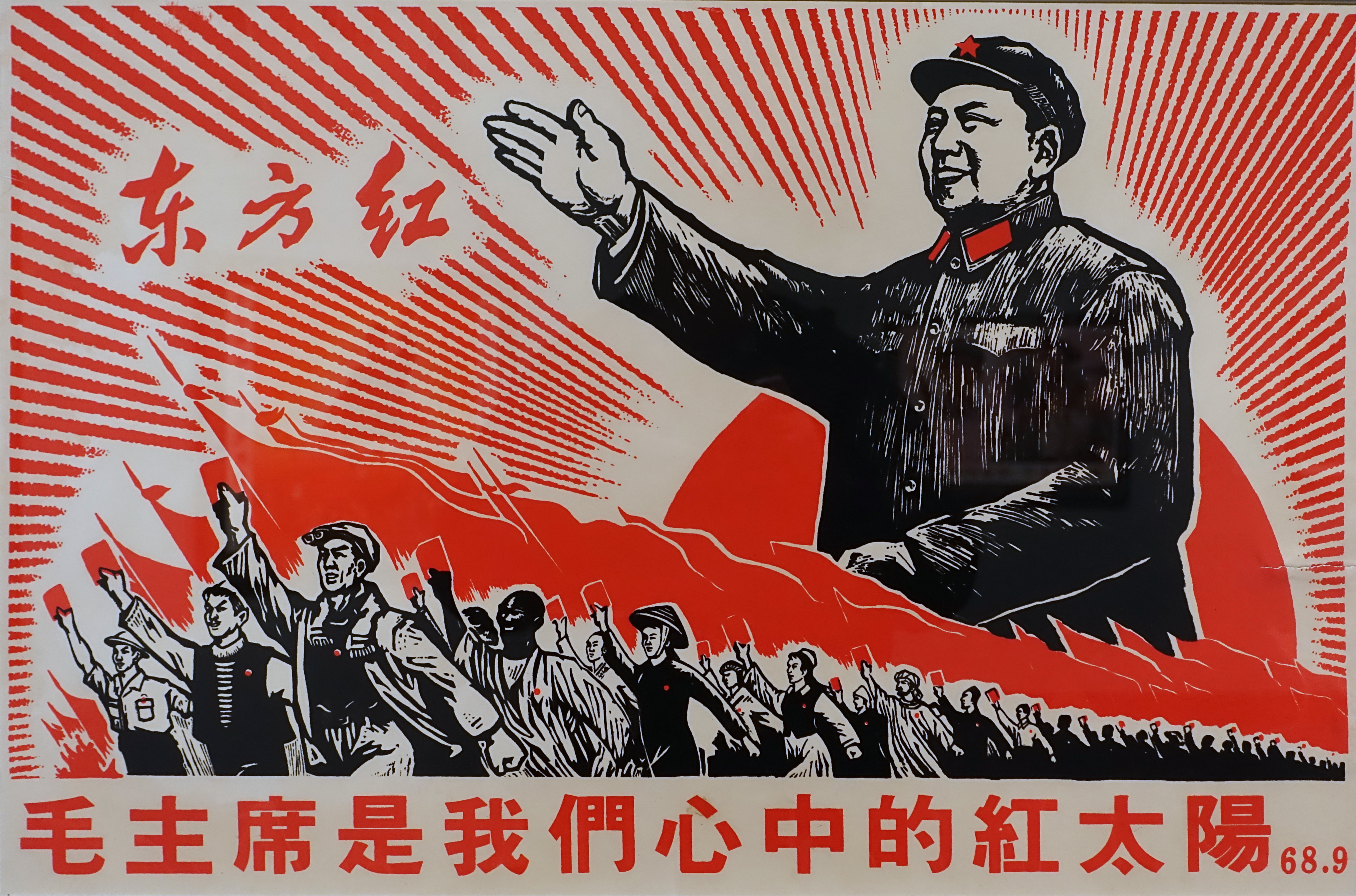
“毛主席是我們心中的紅太陽”宣传画

毛澤東崇拜，又稱毛崇拜，是指對中國共產黨首任中央委員會主席毛澤東的個人崇拜現象，是中华人民共和国在毛泽东任最高领导人期间（1949年—1976年）的显著特征，也是中國大陆20世紀中後半葉的一场準宗教運動。毛澤東崇拜的具體實踐方式包括但不限于穿毛裝、別毛徽、请毛像、讀《語錄》、唱红歌、跳忠字舞、“早请示晚汇报”等活動。知名口号包括“四个伟大”、“三忠于四无限”等。
许多学者认为毛崇拜起源于“延安整風”时期，整风运动使得毛泽东在中国共产党内的最高地位得以确立，並將毛的思想寫進黨章作為中共黨員必學的理論根本。1949年中华人民共和国成立后，毛崇拜有起亦有落，在文化大革命时期（1966年—1976年）迅速达到顶峰，并成为毛澤東用來對抗反對者的手段，最为知名的案例之一就是时任国家主席刘少奇于1969年遭迫害致死。文革時期，人們的宗教活力及活動都被引導至毛澤東崇拜。1975年“毛泽东思想”被写入《七五宪法》。
1976年毛泽东死后，继任者华国锋奉行对毛泽东的“两个凡是”原则。而自1977年起，邓小平、胡耀邦等人主导开展“拨乱反正”，发动真理标准大讨论，明确否定和反对个人崇拜，并指出了毛泽东所犯的错误，但依然确立了毛泽东思想以及四项基本原则。1982年中共十二大修订的《中国共产党章程》明确规定“党禁止任何形式的个人崇拜”。此后毛崇拜仍以商品的形式出現在消费或文化活動中，部分人士认为这是文革遗毒残留。
2010年后，在毛泽东的生日和忌日依然有一些地方存在官方或民間的紀念活動，如毛诞日在毛泽东出生地湖南韶山举行的纪念活动。而對毛的紀念目的并不相同，有因為政治原因，有不帶政治色彩研究探討，也有通过毛崇拜来表達對現實社會的不滿。毛泽东的標準像依然懸掛在北京天安門城樓中心，以及印在仍在流通中的第五套人民币全套正面，而天安门广场上也设有毛泽东纪念堂。

## 历史沿革

### 起源及发展

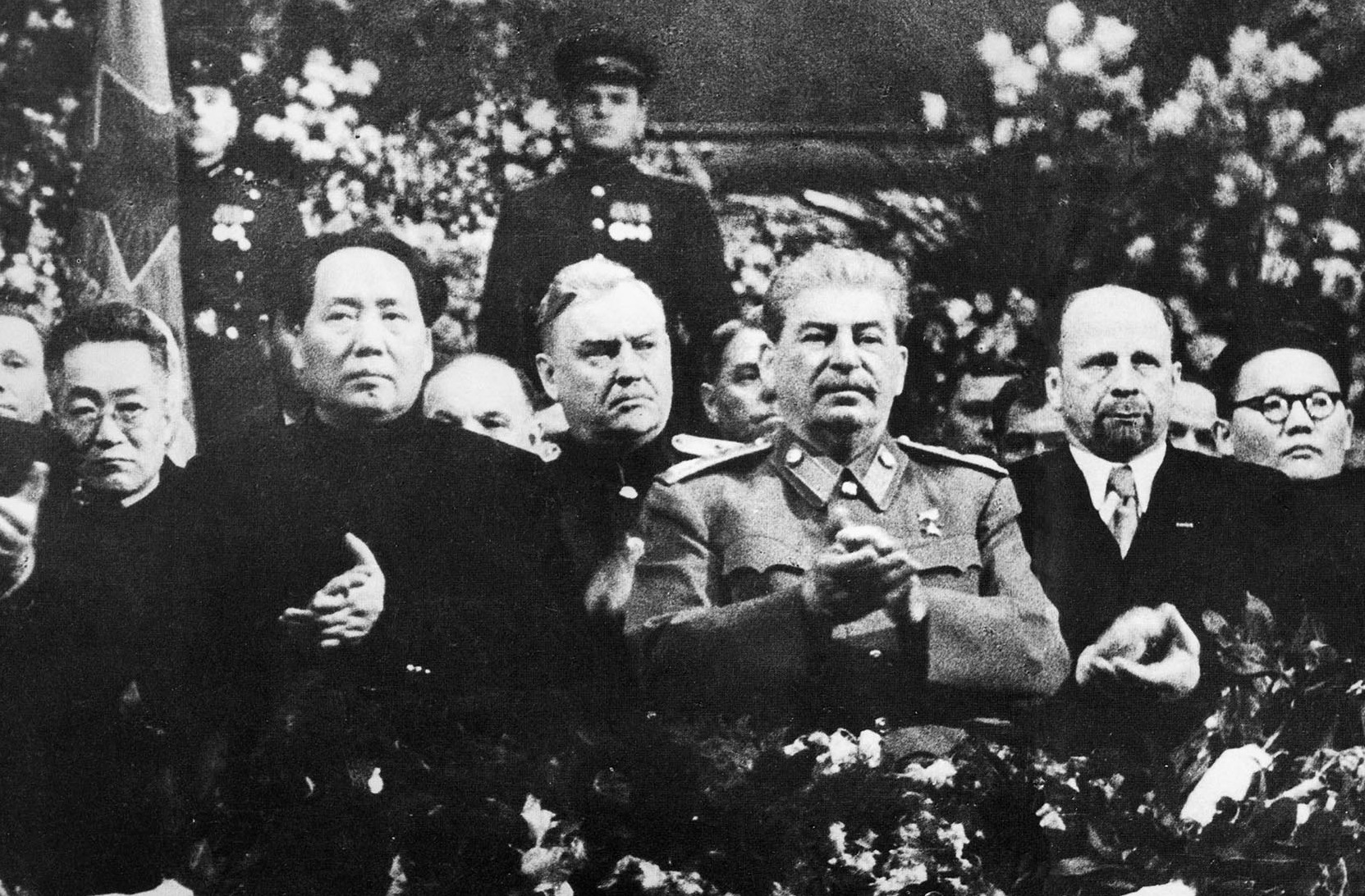
毛泽东（左）与斯大林（右）在莫斯科举办的斯大林71岁寿辰庆典上（1949年12月）。

毛澤東時期的中國是個人崇拜政治文化的案例，受到蘇聯共產黨總書記史達林政治實踐的影響。许多学者认为“毛泽东崇拜”起源于1942-1945年的“延安整風”时期，期间毛泽东在中国共产党内的最高地位得以确立。但也有学者认为毛崇拜起源于1930年代末的中共六届六中全会，或1949年中华人民共和国成立后，或1950年代末。1957年毛泽东发动的“反右运动”被视为延安整风的延续，导致中国大陆至少55万人被直接划为“右派分子”而遭全面迫害，知识分子、民主党派和异见人士受到巨大打击，严重破坏了民主制度建设，中国大陆自此进入中国共产党实质性一党专政的时代。

与此同时，1956年2月苏共二十大后，毛泽东等中共高层对时任苏联领导人赫鲁晓夫针对“斯大林崇拜”进行的批判否定以及随后的“去斯大林化”等做法感到不满。1957年底“大跃进”发动后，毛泽东在1958年1月的南宁会议上，提出权力“只能集中到党委，到政治局、书记处、常委、只能有一个核心”，还编了一个口诀说“大权独揽，小权分散，党委决定，各方去办……”。随后，毛泽东又在3月召开的成都会议上提出了“两种个人崇拜”的观点，为全党进一步推行个人崇拜在理论上开了绿灯，开始吹起了对毛泽东的个人崇拜之风；毛在此次会议上说：
赫鲁晓夫一棍子打死斯大林，也是一种压力。中国党内绝大多数人是不同意的，有一些人屈服于这种压力，随声附和，要打倒个人崇拜。还有些人对反对个人崇拜很感兴趣。个人崇拜有两种，一种是正确的崇拜，如对马克思、恩格斯、列宁、斯大林正确的东西，我们必须崇拜，永远崇拜，不崇拜不行。真理在他们手里，为什么不崇拜呢？我们相信真理，真理是客观存在的反映。一个班必须崇拜班长，不崇拜不得了。另一种是不正确的崇拜，不加分析，盲目服从，这就不对了。反个人崇拜的目的也有两种：一种是反对不正确的崇拜；一种是反对崇拜别人，要求崇拜自己。问题不在于个人崇拜，而在于是否真理，是真理就要崇拜，不是真理就是集体领导也不成。... 有人反对列宁，说列宁独裁，列宁回答很干脆：与其你独裁，不如我独裁好。 
刘少奇在成都会议上发言说：“主席比我们高明得多，不论从思想、观点、作用、方法哪一方面，我们都比他差一大截。我们的任务是认真向他学习...”。上海市委第一书记柯庆施在会上说：“我们相信毛主席要相信到迷信的程度，服从毛主席要服从到盲从的程度。” 此后，在1958年5月的中共八大二次会议上，周恩来发言说：“中国几十年革命和建设的历史经验证明，毛主席是真理的代表。离开或者违背他的领导和指示，就常常迷失方向，发生错误，损害党和人民的利益...”。薄一波也曾表示：“我们有了毛主席这样的舵手，有了这样英明的领导，我们只要老老实实地向他学习，老老实实地按照他的指示办事，就可以避免犯反‘冒进’那样的错误，在经济建设上就可以取得更大的成就。” 1958年夏，康生又提出:“毛泽东思想是马列主义的顶峰。”

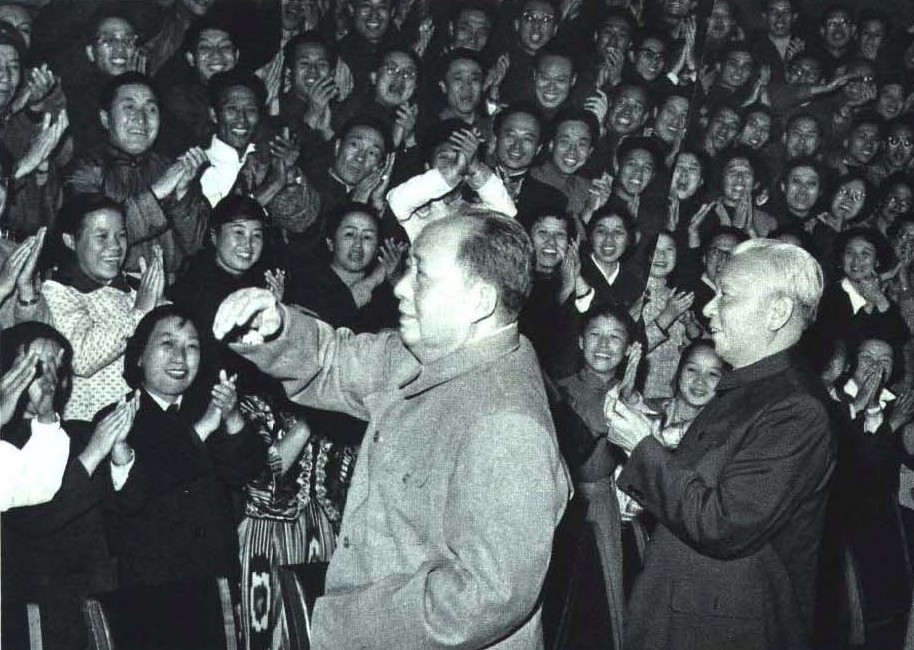
毛泽东和刘少奇接见《东方红》全体演员（1964年10月16日）

1959-1961年，毛泽东主导发动的“大跃进”、人民公社化等运动造成1500万-5500万人死于三年大饥荒；期间，1959年夏，毛泽东在庐山会议上将彭德怀等对大跃进提出异议的高阶官员打成“彭德怀反党集团”，并发动了“反右倾斗争”，超过300万名共产党党员和干部遭到批判，导致中共党内从中央到基层的民主生活遭到严重损害，在全党树立了毛泽东的“绝对权威”。1962年初的七千人大会上，毛泽东在作了自我批评后短暂退居二线，由刘少奇、邓小平等人主持中央日常事务，而时任国家主席刘少奇威望的提升对毛构成了挑战。1963年，毛泽东发动的四清运动在全国范围内展开，被视为文化大革命的预演，毛与刘之间的分歧和矛盾升级。
1964年，毛澤東崇拜的熱度加劇，周恩来在大型歌舞《在毛泽东旗帜下高歌猛进》的基础上策划和导演了音乐剧《东方红》，同年林彪等人又策划了《毛主席语录》在军队中的发行并推向军外。此外，在1960年代的幾次國慶日遊行，在北京天安門廣場上立有供人敬仰的巨大毛澤東肖像。這些讚揚毛的手法，可視為毛澤東當時面臨蘇聯共產黨第一書記赫魯雪夫被軍方領袖勃列日涅夫推翻的自我警惕；1965年1月，毛泽东在会见美国记者埃德加·斯诺时，承认中国确有个人崇拜，而且有理由搞个人崇拜，他认为三个月前发生的赫鲁晓夫下台事件与赫鲁晓夫“没搞个人崇拜”有关。

### 文化大革命时期

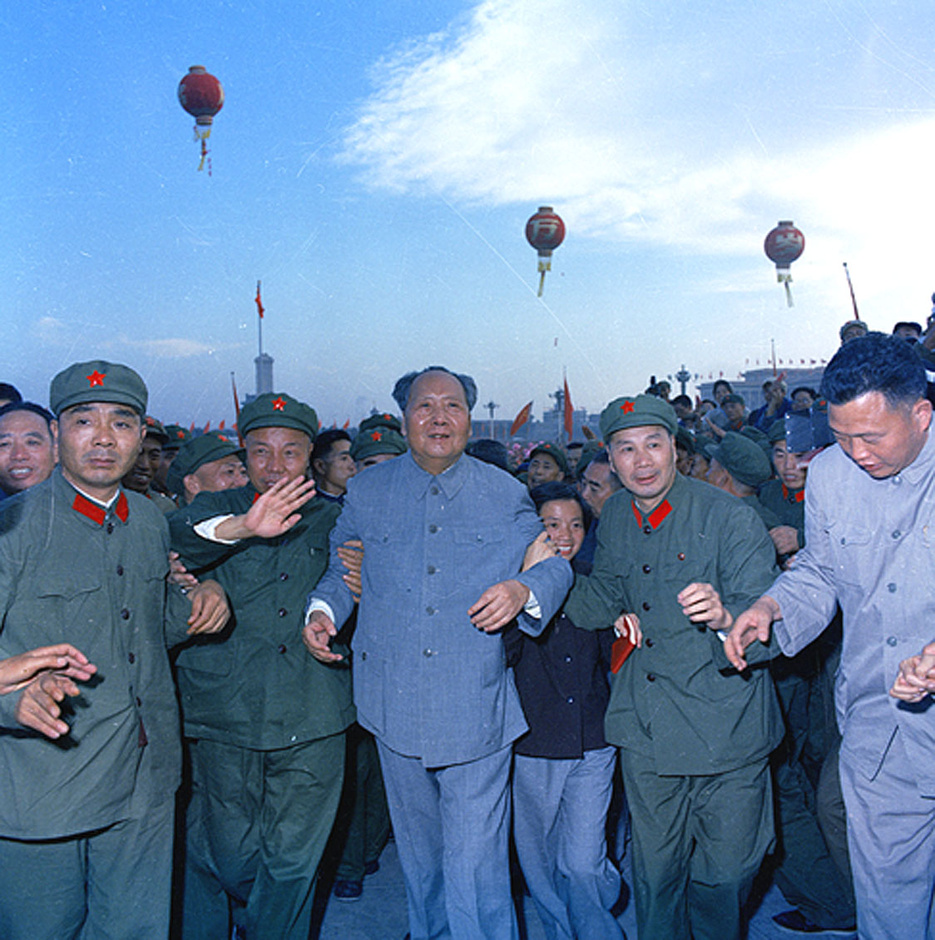
1966年10月，毛泽东在北京天安门广场上接见红卫兵

1966年5月16日，《五一六通知》发布，文化大革命在中国大陆发动，對毛澤東的個人崇拜比肩歷史先例:128-130。文革初期，中國普通民众对毛泽东的崇拜达到顶点，對神化领袖的顶礼膜拜与争相效仿，成就了準宗教的领袖哲学，而毛泽东崇拜也是文革的基本内容之一，成为亿万中国人生存的基本方式。在中国大陆大搞毛泽东个人崇拜的声浪中，林彪起了第一吹鼓手的作用。5月18日，林彪在中央政治局扩大会议上发表了“五·一八讲话”，极力吹捧毛泽东和毛泽东思想，获得毛泽东的批准：

十九世纪的天才是马克思、恩格斯，二十世纪的天才是列宁和毛泽东同志。...... 毛泽东思想是人类的灯塔，是世界革命的最锐利的武器，是放之四海而皆准的普遍真理。毛泽东思想能够改变人的思想面貌，能够改变祖国的面貌，能够使中国人民在全世界人民面前站起来，永远站起来。能够使全世界被压迫、被剥削的人民站起来，永远站起来。毛主席活到哪一天，九十岁、一百多岁，都是我们党的最高领袖，他的话都是我们行动的准则。谁反对他，全党共诛之，全国共讨之。...... 用毛泽东思想统一全军、全党，什么问题都可以解决。毛主席的话，句句是真理，一句超过我们一万句。

6月7日，《人民日报》和《解放军报》同时刊载后者的一篇社论《毛泽东思想是我们革命事业的望远镜和显微镜》，主张“毛主席是我们心中的红太阳，毛泽东思想是我们的命根子。不论什么时候，不管什么样的“权威”，谁反对毛泽东思想，我们都要全党共诛之，全国共讨之。” 同年8月，林彪等人还进一步提出了“四个伟大”（伟大的导师、伟大的领袖、伟大的统帅、伟大的舵手）的称法，并于9月18日又讲：“洋人、古人哪里有毛主席高？哪里有这样成熟的思想？毛主席这样的天才，全世界几百年，中国几千年才出一个。毛主席是世界上最大的天才。”

1968年“芒果崇拜”的宣传标语

“红卫兵运动”是鼓動青年人崇拜毛泽东的方法之一，通過宣傳的力量以實現毛泽东的個人崇拜。1966年8月，自北京的“红八月”开始，毛泽东在天安门广场上连续八次接见红卫兵，红卫兵举行了全国大串连，期间全中国人民都要向毛泽东学习、效法毛泽东，向毛泽东表达崇拜。毛泽东则利用红卫兵和造反派对其的个人崇拜来打击政敌和反对者。文革爆发后，在毛泽东的支持下，红卫兵及造反派大肆批斗“走资派”，并于1967年初的“一月风暴”起在全国范围内展开夺权运动，时任国家主席刘少奇被批判为“中国的赫鲁晓夫”并被迫害致死，彭德怀、贺龙、陶铸亦被迫害致死，邓小平、陈云则遭解职下放。1968年各地出现了对毛泽东的“三忠于”活动高潮，跳忠字舞以及“早请示、晚汇报”。至1968年下半年，刘少奇等人已被打倒，全国各地已先后建立了革命委员会、夺权运动基本结束，毛泽东遂派出工宣队、军宣队等“毛泽东思想宣传队”进驻各机构单位控制局势、结束武斗，红卫兵自此失势；在此期间还出现了“芒果崇拜”，成为毛泽东崇拜的一种特殊表现形式，表明工人阶级开始领导文化大革命。1968年底，毛泽东发动大规模“上山下乡运动”，红卫兵组织解散，而在“清理阶级队伍”、“清查五一六”等大规模政治清洗中，文革初期活跃的诸多造反派成员等多类人群遭到清算整肃，学者估计数千万人遭迫害、至少数十万人在运动中死亡。

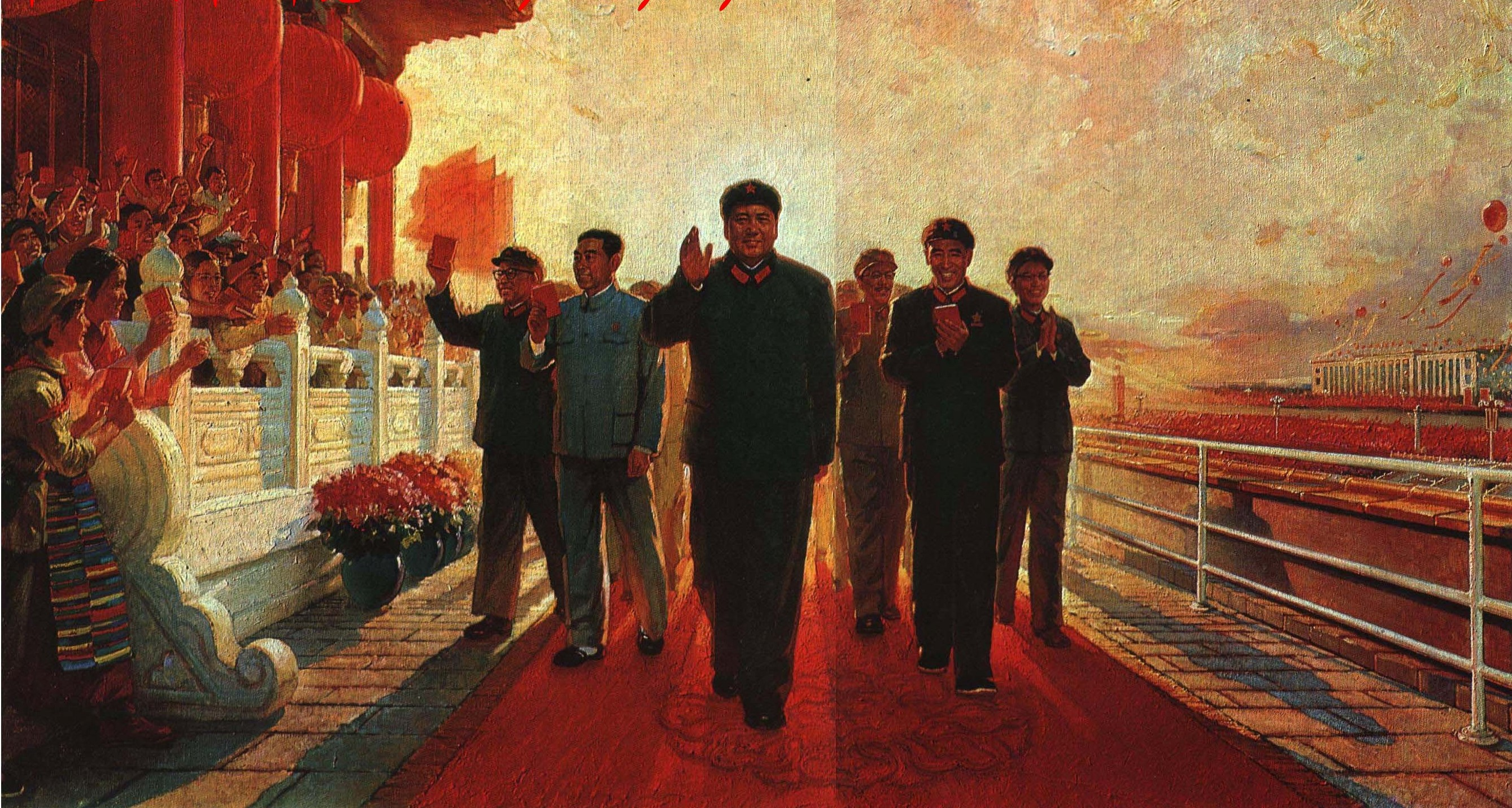
文革期间，毛泽东被神化。

1970年12月18日，毛泽东在会见美国记者埃德加·斯诺时，认为林彪提出的“四个伟大”是讨嫌，但同时认为过去几年中国有必要搞点个人崇拜，毛说到“这是为了反对刘少奇”、“但现在没有必要，要降温了”。交谈期间，斯诺问到那些搞个人崇拜很过分人的是不是真心诚意，毛认为分三种，一种是真的，第二种是随大流，第三种是假的。斯诺还提及两位定居北京的美国人，认为他们的谈话不像毛那样坦率，毛回答：“他们有点迷信，还有一点恐惧，怕说错了话。我不怕说错话，我是无法无天，叫‘和尚打伞，无发(法)无天’，没有头发，没有天”。文革后期，在1975年1月召开的第四届全国人民代表大会上，“毛泽东思想”被写入《七五宪法》。

### 拨乱反正时期

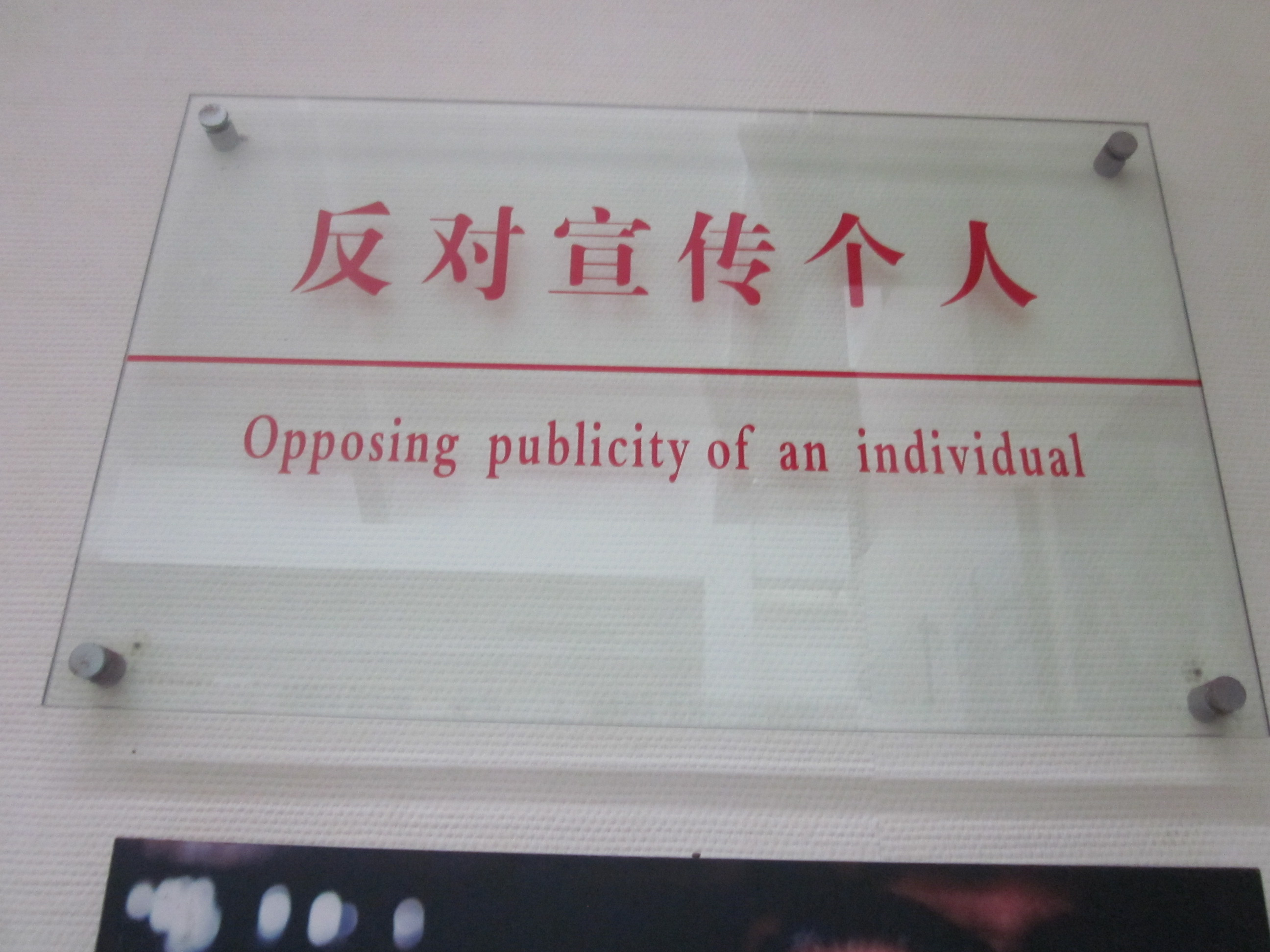
前中共中央总书记胡耀邦故居内的标语

1976年9月毛澤東去世、10月四人帮被粉碎，文化大革命结束。1977年起，邓小平、胡耀邦等人开始进行拨乱反正，于1978年在全社会发动了一场“真理标准大讨论”，反对华国锋所奉行的对毛泽东的“两个凡是”原则，支持“实践是检验真理的唯一标准”，明确否定和反对个人崇拜，并指出了毛泽东晚年所犯的错误。与此同时，真理标准大讨论也催生了一场全社会的“新启蒙运动”，被广泛誉为是继“五四运动”之后的一次新的思想启蒙运动，提倡五四精神“民主”和“科学”，反文革、反封建，并提倡人道主义和普世价值。
1978年12月，邓小平在中共中央工作会议闭幕会上发表了题为《解放思想，实事求是，团结一致向前看》的讲话，说道“一个党，一个国家，一个民族，如果一切从本本出发，思想僵化，迷信盛行，那它就不能前进，它的生机就停止了，就要亡党亡国。” 随后召开的中共十一届三中全会开启了改革开放，并号召广大干部和群众从过去盛行的个人崇拜和教条主义的精神枷锁中解脱出来。1979年2月12日，中共中宣部发文通知停止发行《毛主席语录》。1980年2月，中共十一届五中全会通过《关于党内政治生活的若干准则》，提出“坚持集体领导，反对个人专断”。1982年中共十二大修订的《中国共产党党章》第二章第十条规定：“党禁止任何形式的个人崇拜。要保证党的领导人的活动处于党和人民的监督之下，同时维护一切代表党和人民利益的领导人的威信。”
另一方面，拨乱反正期间，邓小平于1979年提出“四项基本原则”、维护毛泽东思想，后被写入《八二宪法》，引发争议。与此同时，邓坚持评价毛泽东功过“七三开”，而在其主导下，1981年中共十一届六中全会通过的《关于建国以来党的若干历史问题的决议》也确立了毛泽东的官方历史地位。在《决议》的起草过程中，在如何评价毛泽东、毛泽东思想等问题上出现了较大争议；中共官方文献认为，当时如果没有邓小平，维护毛泽东的历史地位将非常困难。

### 二十一世纪
2009年，有中國大陆左派人士提出將毛澤東生日（12月26日）訂為國定節日，如“中华圣诞节”。与此同时，湖南省旅游局正式向国家旅游局提请将毛泽东的出生之日定为“中国旅游日”，次年2010年3月，毛泽东的孙子、全国政协委员毛新宇对此表示支持，但也有人对此提出异议。2017年，有中国大陆毛左人士提出赶走圣诞、迎毛诞，还有人提议将毛诞日定为“国父节”。
2019年5月11日，網路雜誌《寒冬》報道，河南省汝州市寄料鎮張坡村西約2公里處的青龍山上有一座毛主席佛祖殿，殿前有大型毛雕像，雕像的底座上雕刻有將毛神化為佛祖的詩句，殿內供奉著稱為「宇宙天尊佛祖」的毛塑像。但佛祖殿遭曝光後，5月12日就遭當地官員下令秘密拆除。

## 后续影响
有部分观点认为中国官方在2012年习近平出任中共中央总书记后开始效仿毛泽东时期推行习近平个人崇拜。2016年10月中共十八届六中全会上，习近平被确立为党的领导核心。2018年3月，《中华人民共和国宪法修正案》通过，删去了对国家主席的任期限制，间接性恢复了领导职务终身制，使习近平可以长期甚至终身执政。2019年，习近平自封“人民领袖”，并被各大中共官方媒体承载。

## 具體實踐

### 日常行为

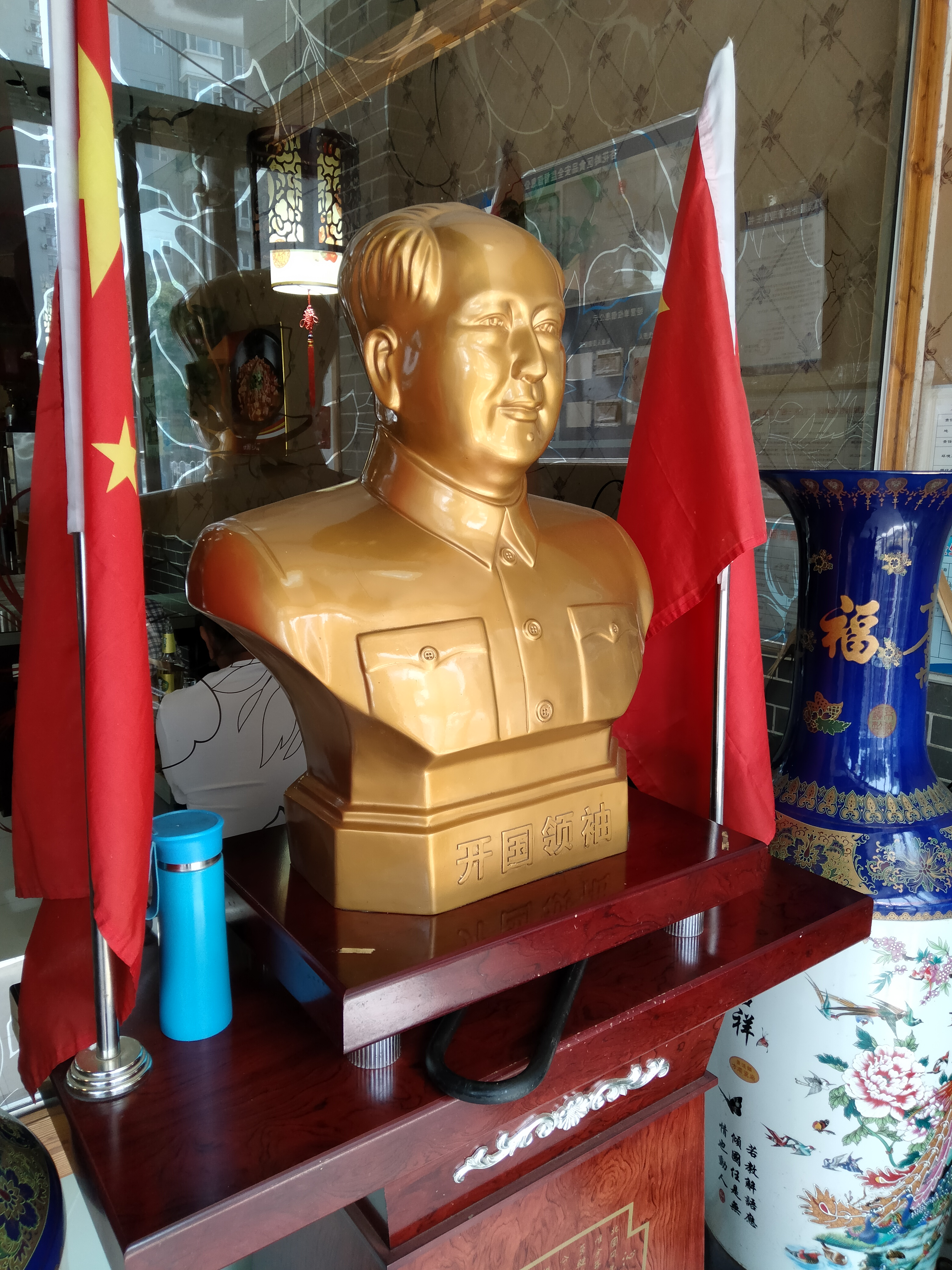
一家饭店门口的毛泽东塑像

毛澤東崇拜的具體實踐有：人人着毛裝、胸前別上毛徽、隨身帶著《毛語錄》、房門口貼毛澤東照片及「忠」字、集體「早請示、晚汇报」（早上起床對著毛像和「忠」字唱紅歌、集體讀《毛語錄》、跳「忠」字舞等等）。作為文革着装时尚之一，毛裝將普通民众思想革命化、鼓吹政治忠诚和个人崇拜，对领袖和国家顶礼膜拜。1968年夏天起，工人阶级中的实践形式还包括“芒果崇拜”，但该现象只持续了1年多。
文革時期，中國民眾特别崇拜毛泽东及解放军，具体反映在其言行中，如穿“红卫装”望受毛主席接见，穿军装向解放军靠拢。但隨著文革的發展，部分红卫兵的过激行为激起民众反感，歷經1971年9月的林彪事件，中國民眾對军装崇拜逐渐降温。1960年代及1970年代時，當社會主義及共產主義流行的時候，毛裝在西方左派知識份子變流行。早时，毛裝在西方代表了反建制的服裝，意謂著人人平等的理想烏托邦；後來毛裝在西方逐渐代表惡，如詹姆斯·邦德電影中的超級大反派亦着毛裝。

### 毛泽东像

毛澤東雕像

毛主席塑像遍布全国，大部分为“文革”时所建造。以毛為像的毛澤東崇拜是文化大革命的重要表達形式，在公共建築、公共空間、辦公室及私人空間等等到處可見毛的各種肖像，使毛成為文革的權力象徵。1967年5月，清华大学树起第一座毛主席塑像，此后塑像风刮遍全国。除清华大学外，很多大学校园的主入口都有毛的全身像。城市中立有他塑像的广场多被命名为东方红广场。其诗词也经常在广场立碑。
毛主席像章是以毛肖像为主要图案的像章，最早的毛主席像章制作于1937年，是由东北抗日联军颁发银质像章。1942年延安制作出第一枚毛主席像章。此后像章一直在不停制作中，到文化大革命时形成最高潮。大串联时很多人都佩戴毛主席像章。毛主席像章的种类极多，从最简单的头像到有毛参与的历史事件甚至是他的诗词书法，粗略估算文革期间所制作的像章在80亿枚左右，数量无疑是世界徽章之最。

### 政治傳播

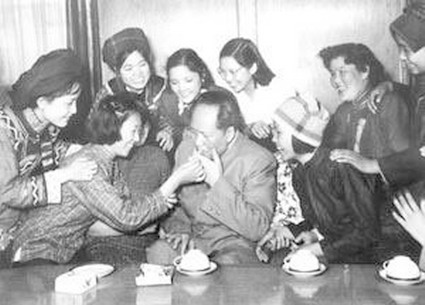
1957年，毛泽东和中国新民主主义青年团第三次全国代表大会的女代表在一起。

毛澤東崇拜的政治傳播较大地影響了中國共產黨的政策以及民眾的意识形态，共产党利用毛崇拜和大眾媒體等手段来創造忠誠，使得支持者通过认同“毛泽东个人”进而认同“中国共产党”，把一個人的命運和中國革命結合在一起。
政治傳播的主要任務是打造領導者的形象。相關的政治傳播實踐包括：國慶日及五一劳动节的游行、威權品牌打造、對於內參的控制及引導，以產生對毛澤東統治的大量吹捧。這也導致後來對“cult”一詞的中文翻譯發生轉換，將原有帶有「膜拜」意義的「個人崇拜」，置換成較具貶義的「個人迷信」。

### 其它形式
1990年代，毛泽东的形象逐渐出现在中國街邊販賣的商品中。1990年代初，一盘名为《红太阳——毛泽东颂歌新节奏联唱》的歌曲合辑磁带以720万盘的发行量，成为中国音像出版史上销量最多的磁带。
中国和世界上10多个国家发行过毛的纪念邮票。第四套人民币100元纸币上印有毛和朱德、周恩来、刘少奇四位中共第一代领导人的侧面肖像，而自第五套人民币每种面值上均印有毛的正面肖像與防伪水印。
北京铁路局丰台机务段自1949年以来，先后有JF1-304、DF4-0002、DF4B-1893、DF4D-1893、HXD3B-1893共计5台机车命名为“毛泽东号”机车。目前的第六代毛泽东号机车是HXD3D-1893，于2014年12月被命名，每隔三天担当北京-长沙T1/2次列车（2016年5月15日改为北京西-长沙Z1/2次列车，后Z1/2次列车升级为D1/2次列车，该机车转为牵引K7710/9次列车）的本务机车。HXD3D-1893以及在此之前的五台毛泽东号机车，全部由中车大连机车车辆（含原沙河口工场）制造。

## 外部連結
- 毛泽东对个人崇拜直言不讳：还是崇拜我好一点，人民网文史频道，2011年12月1日